# Mesalina olivieri
Mesalina olivieri là một loài thằn lằn trong họ Lacertidae. Loài này được Audouin mô tả khoa học đầu tiên năm 1829.